# 愛は力
「愛は力」（あいはちから）は、チベット族中国人女性歌手alanとテノール歌手福井敬によるコラボレーション・シングル。楽曲のジャンルはオペラ。2011年1月1日にavex traxよりリリース。
テレビ東京の2011年1月2日放送予定の7時間時代劇『戦国疾風伝 二人の軍師 秀吉に天下を獲らせた男たち』の主題歌。

## 解説
- alanにとって、時代劇の主題歌は、6曲目。
- J-POPとオペラの融合した楽曲になっており、福井敬はポップスよりにいつもより柔らかい歌い方をしている[1]。
- ジャケットは年初リリースということもあり、朝日が昇り太陽の日が差し込むイメージ[1]。
- 規格品番はAVCD-31987。
- CDの商品店着日は2010年12月28日（火曜日）[2]。

## 収録曲
1. 愛は力
作詞：なかにし礼 作曲：浜圭介 編曲：若草恵

収録曲は1曲。

## 参照
1. 1 2  J-POP界のDIVA・alan×日本が世界に誇るスーパーテナー・福井敬＝「J-POPとオペラの融合」『愛は力』！！
2. ↑  alan×福井敬：愛は力 CDシングル｜mu-moショップ